# Trident (volcan)
Cet article concerne le volcan d'Alaska. Pour la montagne d'Antarctique, voir Mont Trident.
Pour les articles homonymes, voir Trident (homonymie).
Le Trident, en anglais Trident Volcano, est un volcan des États-Unis situé dans la péninsule d'Alaska, en Alaska. Il possède de multiples pics, dont le sommet principal culminant à 1 864 mètres d'altitude. Il est situé dans le parc national et réserve de Katmai, entre le mont Katmai et le mont Mageik, à proximité du Novarupta dans la vallée des Dix Mille Fumées. Parmi les volcans les plus actifs d'Alaska au cours du XXe siècle, il a connu une importante éruption en 1953 et sa dernière remonte à 1974.

## Toponymie
Le Trident, aussi appelé Trident Volcano ou Mount Trident en anglais, est nommé en 1916 par R. F. Griggs selon les trois pics principaux qui constituent la montagne,. Ces trois sommets sont le Trident I, le point culminant, le Trident Est, en anglais East Trident, et le Trident Ouest, en anglais West Trident. Le Trident Sud-Ouest, en anglais Southwest Trident, est né au cours de l'éruption de 1953 et s'élève sur le flanc Sud-Ouest du Trident I.

## Géographie
Le Trident est situé dans le Nord-Ouest des États-Unis, en Alaska, au début de la péninsule d'Alaska qui se prolonge par les îles Aléoutiennes. Administrativement, son flanc Sud se trouve dans le Borough de l'île Kodiak tandis que son flanc Nord et son sommet se trouvent dans celui de Lake and Peninsula ; il est aussi inclus dans le parc national et réserve de Katmai. Il fait partie d'un ensemble de montagnes de la chaîne aléoutienne dont le mont Katmai à l'est-nord-est, les monts Mageik et Martin au sud-ouest dont il est séparé par le col Katmai et le Novarupta à ses pieds à environ quatre kilomètres au nord-ouest,. La vallée des Dix Mille Fumées s'étend en direction du nord-ouest et le sépare du mont Griggs situé au nord. Vers le sud s'étend la vallée de la rivière Katmai qui se jette dans le détroit de Chelikhov.
La montagne, composée de laves dacitique et andésitique, se présente sous la forme de trois sommets disposés sur le pourtour d'une vallée ouverte sur le flanc Nord. Ces trois sommets sont, d'est en ouest, le Trident Est avec 1 832 mètres d'altitude, le Trident I, le point culminant avec 1 864 mètres, et le Trident Ouest avec 1 708 mètres. Ces trois pics forment les trois sommets d'un seul et même stratovolcan,. D'autres éléments composent cet édifice volcanique. Il s'agit du mont Cerberus et de la Falling Mountain, deux dômes de lave situés aux pieds du volcan, au nord-ouest et à proximité immédiate du Novarupta, ainsi que du Trident Sud-Ouest, une bouche éruptive latérale ayant donné naissance à un petit stratovolcan sur le flanc Sud-Ouest du volcan,. Ce petit édifice, de 400 à 800 mètres de hauteur et couronné par un cratère de 350 mètres de diamètre, est le siège de l'activité éruptive du volcan depuis 1953.
Les flancs de la montagne sont couverts de petits glaciers, notamment sur son flanc Nord avec le glacier Knife Creek, qui donne naissance au torrent du même nom s'écoulant dans la vallée des Dix Mille Fumées, et sur son flanc Est avec un glacier se dirigeant vers le sud pour alimenter le Mageik Creek, un torrent drainant le flanc Sud de la montagne pour se jeter dans la rivière Katmai.

## Histoire
Le Trident a commencé à se former au Pléistocène avec l'édification des trois sommets principaux. Une partie des laves émises au cours de cette période est affectée par l'éruption du Novarupta tout proche en 1912 puisque des coulées de lave descendues du Trident sont détruites lors de l'éruption.
La première éruption répertoriée du Trident ne l'est qu'en septembre 1913. Deux autres suivent en juin 1949 et du 2 juillet au 18 août 1950 avant celle du 15 février 1953 au 5 octobre 1954. Cette dernière éruption d'indice d'explosivité volcanique de 3 voit la naissance du Trident Sud-Ouest par l'émission de 380 × 106 m3 de lave et 50 × 106 m3 de téphras. Onze autres éruptions suivront, toutes depuis le Trident Sud-Ouest, la dernière s'étant produite vers le 15 juillet 1974.